# Conotrachelus sobrinus
Conotrachelus sloaneae – gatunek chrząszcza z rodziny ryjkowcowatych.

## Zasięg występowania
Ameryka Południowa, występuje w Boliwii.

## Budowa ciała
Przednia krawędź pokryw znacznie szersza od przedplecza, boczne krawędzie zbiegają się w kształt litery "V", tylna krawędź równo ścięta. Przedplecze okrągawe w zarysie w tylnej części, z przodu znacznie, ostro zwężone. Całe ciało pokryte rzadką, białawą szczecinką.
Ubarwienie pokryw jasne, kremowobrązowe z nielicznymi ciemnobrązowymi oraz czarnymi plamkami. Przedplecze czarne.